# Старое Село (Шекснинский район)
Старое Село — деревня в Шекснинском районе Вологодской области.
Входит в состав сельского поселения Железнодорожного, с точки зрения административно-территориального деления — в Железнодорожный сельсовет.
Расстояние по автодороге до районного центра Шексны — 22 км, до центра муниципального образования Пачи — 4 км. Ближайшие населённые пункты — Курово, Горка, Шапкино.
По переписи 2002 года население — 11 человек.